# ارزیابی (فیلم ۲۰۲۴)

ارزیابی (به انگلیسی: The Assessment) فیلمی در ژانر علمی–تخیلی و درام به کارگردانی فلور فورتونه و نویسندگی دیو توماس، نل گارث-کاکس و جان دانلی است که در سال ۲۰۲۴ منتشر شد. این فیلم محصول مشترک بریتانیا، آلمان و ایالات متحده آمریکا است و بازیگرانی چون الیزابت اولسن، آلیسیا ویکاندر و هیمش پاتل در آن ایفای نقش کرده‌اند. ارزیابی نخستین بار در ۸ سپتامبر ۲۰۲۴ در جشنواره بین‌المللی فیلم تورنتو به نمایش درآمد و در ۲۱ مارس ۲۰۲۵ در ایالات متحده اکران شد. 

## داستان
در آینده‌ای نزدیک، جامعه‌ای تحت کنترل شدید دولتی شکل گرفته که در آن والد شدن نیازمند گذراندن یک ارزیابی هفت‌روزه است. میا (الیزابت اولسن) و آریان (هیمش پاتل)، زوجی هستند که در خانه‌ای پیشرفته و ایزوله زندگی می‌کنند و مشتاق به داشتن فرزند هستند. برای ارزیابی صلاحیت آن‌ها، مأموری به نام ویرجینیا (آلیسیا ویکاندر) به خانه‌شان اعزام می‌شود تا با اجرای مجموعه‌ای از آزمایش‌های روانی و اجتماعی، توانایی آن‌ها را در تربیت فرزند بسنجد. این ارزیابی به تدریج به یک کابوس روان‌شناختی تبدیل می‌شود که روابط آن‌ها را به چالش می‌کشد و سؤالاتی عمیق دربارهٔ انسانیت و آزادی فردی مطرح می‌کند. 

## تولید
فیلم‌نامهٔ ارزیابی توسط دیو توماس، نل گارث-کاکس و جان دانلی نوشته شده و کارگردانی آن بر عهدهٔ فلور فورتونه بوده است. این فیلم نخستین تجربهٔ بلند سینمایی فورتونه محسوب می‌شود. فیلم‌برداری در ژوئیهٔ ۲۰۲۳ در کلن، آلمان آغاز شد و در اوت همان سال در تنریفه، اسپانیا ادامه یافت. فیلم با بودجه‌ای ۸ میلیون دلاری تولید شد و توسط شرکت‌های Number 9 Films، Augenschein Filmproduktion، ShivHans Pictures، Project Infinity و Tiki Tane Pictures تهیه شده است. 

## موسیقی
موسیقی متن فیلم توسط امیلی لوینیز-فاروچ ساخته شده است. او پیش‌تر برای فیلم‌هایی چون Censor و Living موسیقی متن ساخته بود. 

## اکران و واکنش‌ها
ارزیابی نخستین بار در ۸ سپتامبر ۲۰۲۴ در جشنواره بین‌المللی فیلم تورنتو به نمایش درآمد. در مارس ۲۰۲۵، این فیلم در ایالات متحده اکران شد و در آوریل همان سال در آلمان به نمایش درآمد. فیلم با استقبال منتقدان مواجه شد و در وب‌سایت راتن تومیتوز امتیاز ۸۴٪ را کسب کرد. همچنین، آلیسیا ویکاندر برای بازی در این فیلم نامزد دریافت جایزهٔ بهترین بازیگر نقش اول زن در جوایز فیلم مستقل بریتانیا شد. 
1. ↑  "فیلم ارزیابی".
2. ↑  "Film: The Assessment".
3. ↑  "The Assessment (2025)".